# Condado de Watonwan
O Condado de Watonwan é um dos 87 condados do estado americano de Minnesota. A sede do condado é St. James, e sua maior cidade é St. James. O condado possui uma área de 1 139 km² (dos quais 14 km² estão cobertos por água), uma população de 11 876 habitantes, e uma densidade populacional de 11 hab/km² (segundo o censo nacional de 2000). O condado foi fundado em 1860.